# Qiyaslı (Samux)
Qiyaslı è un comune dell'Azerbaigian situato nel distretto di Samux. Conta una popolazione di 481 abitanti.